# Hotel Rossija

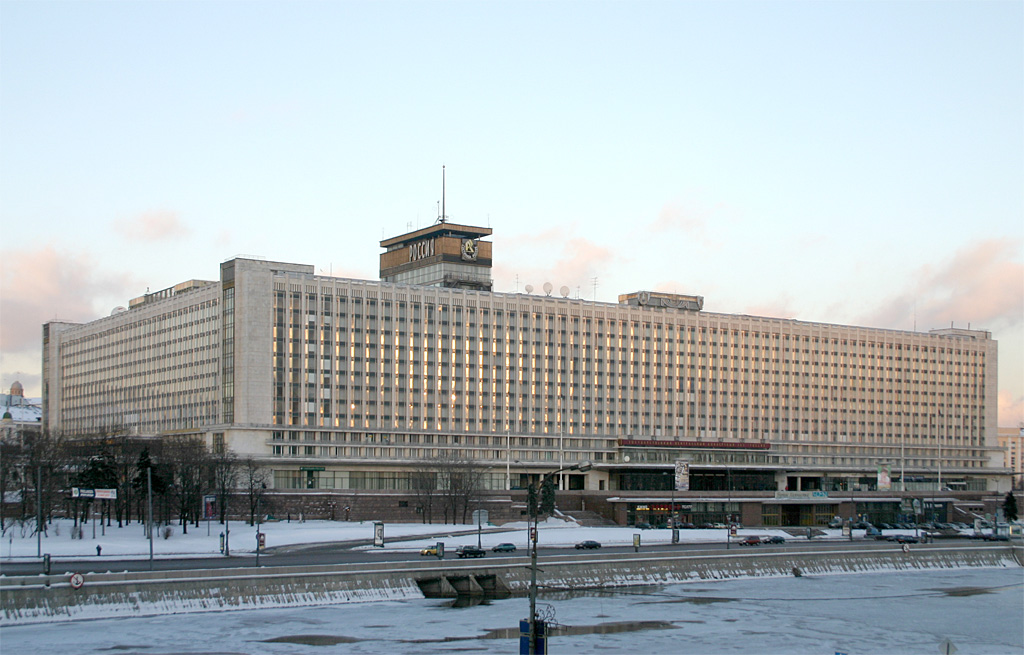
Das Gebäude im Jahr 2004

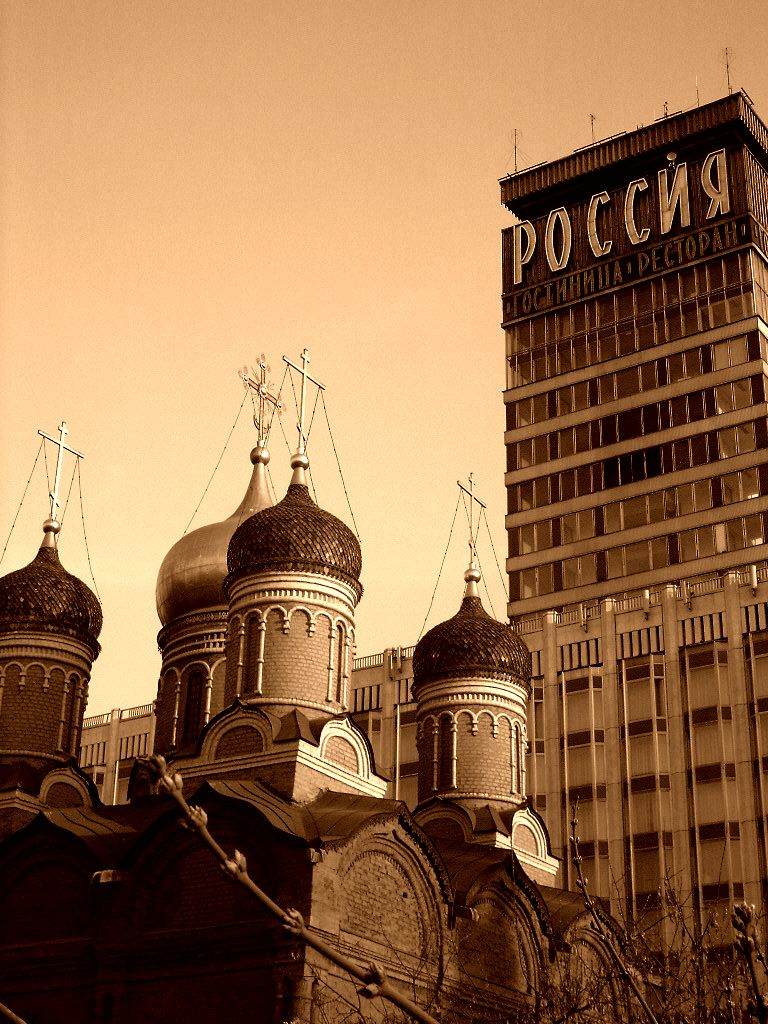
Alte Kirche vor dem Hotel Rossija (2003)

Das Hotel Rossija (russisch Гостиница Россия/Gostiniza Rossija, d. h. Hotel Russland) neben dem Roten Platz an der Warwarka-Straße 6 im Zentrum der russischen Hauptstadt Moskau war bis zu seiner Schließung am 31. Dezember 2005 und dem anschließenden Abriss das größte Hotel Europas.

## Geschichte
Das Gebäude wurde von dem Architekten Dmitri Tschetschulin geplant und am 15. Januar 1967 eröffnet. Das Drei-Sterne-Hotel erstreckte sich über eine Fläche von 240.000 Quadratmetern und hatte 3170 Zimmer auf 21 Stockwerken. Das Hotel wurde in den 1960er Jahren auf den Fundamenten eines geplanten „Stalin-Hochhauses“ errichtet, für das in den 1940er Jahren fast das ganze Wohnviertel Sarjadje in der alten Geschäftsvorstadt Kitai-Gorod dem Erdboden gleichgemacht worden war.
Am 25. Februar 1977 brach aus ungeklärten Ursachen gleichzeitig im 5. und im 11. Stockwerk des Hotels Feuer aus, das große Teile des Gebäudes in Minutenschnelle erfasste. 42 Menschen kamen ums Leben, das Gebäude wurde schwer beschädigt. Einiges deutete auf eine vorsätzliche Brandstiftung hin, nachgewiesen werden konnte dies allerdings bis heute nicht.
Zum 1. Januar 2006 wurde das Hotel geschlossen. Nach dem Auszug der Dauermieter wurde das Gebäude im Laufe des Jahres 2006 abgerissen. Auch die einstmals zum Hotelkomplex gehörende Zentrale Staatliche Konzerthalle, die ebenfalls die Bezeichnung „Rossija“ trug, wurde mit abgerissen.

## Pläne für einen Neubau

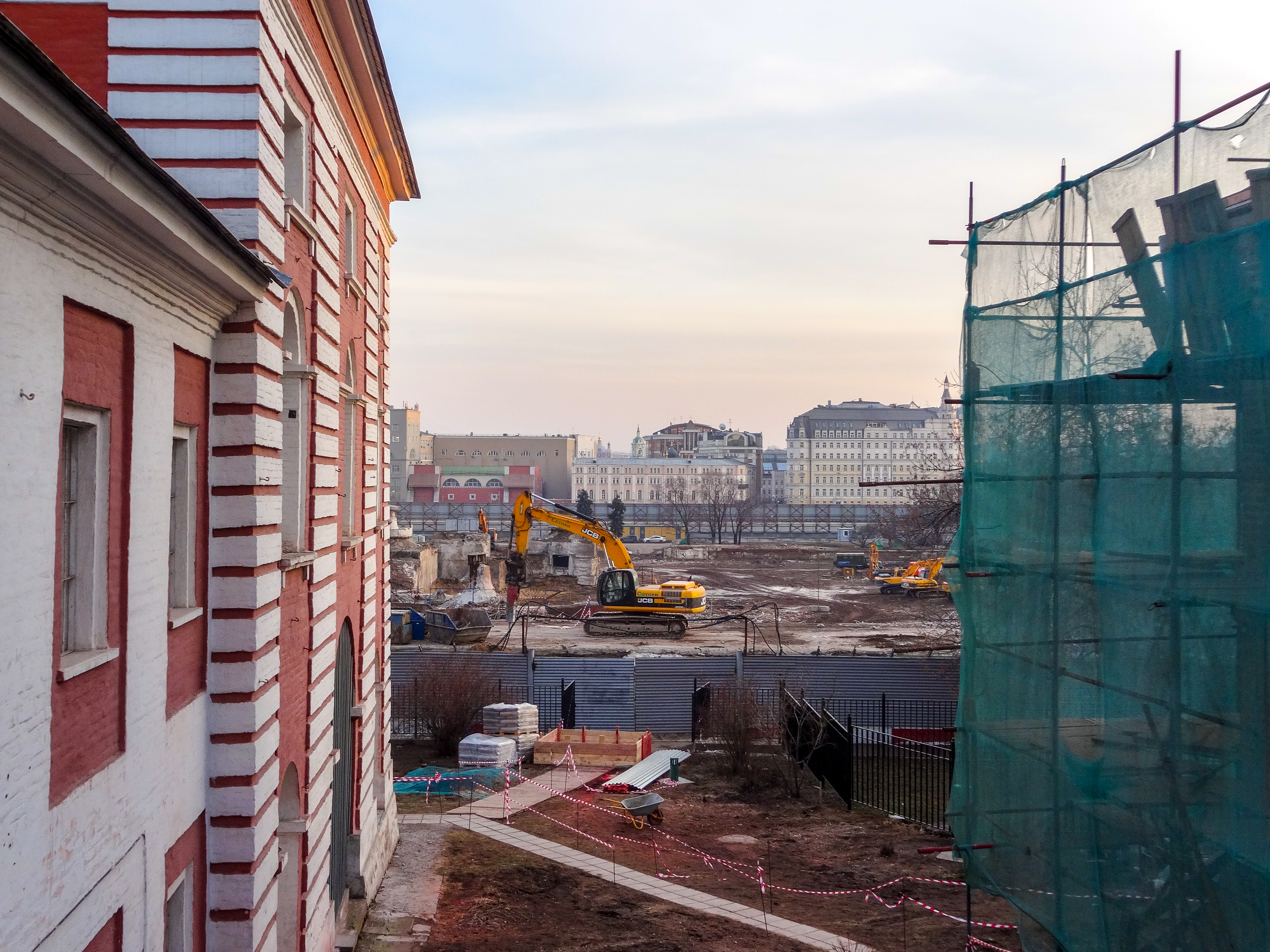
Abriss der Überreste des Rossiya Hotels vor dem Bau des Zaryadye Parks. März 2015

Ursprünglich wollte der Geschäftsmann Schalwa Tschigirinski mit dem britischen Architekten Norman Foster für 800 Mio. Dollar das Rossija als Fünfsternehotel wieder aufbauen. Tschigirinski pflegte enge Kontakte zur Bauunternehmerin und Frau des damaligen Moskauer Bürgermeisters, Jelena Baturina. Ein Gericht erklärte die Ausschreibung für ungültig und das riesige Areal stand ab 2006 leer. Auch die Pläne eines multifunktionalen Gebäudekomplexes mit der neuen Präsident-Jelzin-Bibliothek und mehreren kleinen Hotels zerschlugen sich.
Die Rossija-Brache hinter dem Kreml gehört einer gleichnamigen, von der Moskauer Stadtregierung kontrollierten Aktiengesellschaft. Nachdem sich der Moskauer Ex-Bürgermeister Juri Luschkow jahrelang gegen das Projekt eines neuen Parlamentszentrums gesträubt hatte, habe sich sein Nachfolger Sergei Sobjanin gemäß Medienberichten dafür ausgesprochen, dass an Stelle des ehemaligen Hotels Rossija für zwei Milliarden Euro ein gigantischer Komplex für beide Parlamentskammern gebaut werden soll. Dieser soll auf einer Gesamtfläche von 200.000 Quadratmetern unter anderem einen Sitzungssaal mit 5000 Plätzen enthalten. Bisher tagt die Duma (Volkskammer) in der Nähe des Bolschoi-Theaters, während der Föderationsrat (Vertretung der Gliedstaaten) auf Gebäude in der Bolschaja Dmitrowka und teilweise am Neuen Arbat aufgeteilt ist.
Im Jahr 2013 wurden dann Planungen öffentlich, stattdessen auf dem Gelände einen Park anzulegen. Die 13 Hektar große Grünanlage namens Sarjadje-Park (russisch Парк «Зарядье»), ausgeführt nach dem Entwurf des New Yorker Architekturbüros Diller Scofidio + Renfro, wurde am 9. September 2017 eröffnet. Es ist der erste größere neue Park in Moskau seit einem halben Jahrhundert.